# Methona maxima
Espèce
Methona maxima est une espèce d'insectes lépidoptères (papillons) de la famille des Nymphalidae, de la sous-famille des Danainae et du genre Methona.

## Dénomination
Methona maxima a été décrit par l'entomologiste américain William Trowbridge Merrifield Forbes en 1944.

### Sous-espèces
- Methona maxima maxima; présent en Bolivie.
- Methona maxima nigerrima (Forbes, 1944) ; présent au Pérou[1].

## Description
Methona  maxima est un papillon de grande envergure aux ailes transparentes à veines marron à noir, bordure et séparations marron à noir. Les ailes antérieures à bord interne concave sont beaucoup plus longues que les ailes postérieures qui ont un apex angulaire.

## Écologie et distribution
Methona grandior est présent  en Bolivie et au Pérou.

### Protection
Pas de statut de protection particulier.